# Епархия Сюйчжоу
 Епархия Сюйчжоу  (лат. Dioecesis Siuceuvensis) — епархия Римско-Католической церкви с центром в городе Сюйчжоу, Китай. Епархия Сюйчжоу входит в митрополию Нанкина. Кафедральным собором епархии Сюйчжоу является церковь Святейшего Сердца Иисуса в городе Сюйчжоу. С 16 января 1970 года кафедра епархии является Sede vacante.

## История
1 июля 1931 года Римский папа Пий XI издал бреве «Ad rei christianae», которым учредил апостольскую префектуру Сюйчжоу, выделив её из апостольского викариата Нанкина (сегодня — Архиепархия Нанкина).
18 июня 1935 года Римский папа Пий XI выпустил буллу «Merito lubenterque», которой преобразовал апостольскую префектуру Сюйчжоу в апостольский викариат.
11 апреля 1946 года Римский папа Пий XII выпустил буллу «Quotidie Nos», которой преобразовал апостольский викариат Сюйчжоу в епархию.

## Ординарии епархии
- епископ Georges Marin (3.12.1931 — 18.06.1935)
- епископ Philip Côté (18.06.1935 — 16.01.1970)
  - Sede vacante (c 16.01.1970 — по настоящее время)

## Источник
- Annuario Pontificio, Libreria Editrice Vaticana, Città del Vaticano, 2003, ISBN 88-209-7422-3
- Бреве Ad rei christianae, AAS 23 (1931), стр. 403  (лат.)
- Булла Merito lubenterque, AAS 28 (1936), стр. 97  (лат.)
- Булла Quotidie Nos, AAS 38 (1946), стр. 301  (лат.)